# Parafokalność
Parafokalność (gr. παρά, pará – przy, obok; łac. focus – ognisko) – zdolność do zachowania płaszczyzny ogniskowania przy zmianie ogniskowej. Parafokalność jest cechą okularów i obiektywów.

## Mikroskopyiteleskopy
Parafokalność okularów stosowanych w mikroskopach i teleskopach oznacza zdolność do zachowania ostrości przy zmianie okularu w przypadku okularów stałoogniskowych lub zmianie ogniskowej w przypadku okularu typu zoom.

## Fotografia
W fotografii parafokalność obiektywu zmiennoogniskowego (typu zoom) oznacza zdolność do zachowania ostrości w trakcie zmiany ogniskowej. Obiektywy takie nazywane są transfokatorami. Nie wszystkie obiektywy typu zoom posiadają tę cechę.
Historycznie, obiektyw zmiennoogniskowy nieparafokalny nosił angielską nazwę varifocus. Z kolei zoom było nazwą oznaczającą obiektywy zmiennoogniskowe parafokalne. Współcześni producenci ze względów marketingowych nadużywają nazwy zoom używając jej do obiektywów nie posiadających parafokalności.